# Чарлс Коберн
Чарлс Коберн (енгл. Charles Coburn; Мејкон, 19. јун 1877 — Њујорк, 30. август 1961) био је амерички глумац, награђен Оскаром.